# جون كلارك (عازف جاز)
جون كلارك (بالإنجليزية: June Clark)‏ هو عازف جاز أمريكي، ولد في 24 مارس 1900 في لونغ برانش في الولايات المتحدة، وتوفي في 23 فبراير 1963.

## وصلات خارجية
- جون كلارك على موقع ميوزك برينز (الإنجليزية)
- جون كلارك على موقع أول ميوزيك (الإنجليزية)
- جون كلارك على موقع ديسكوغز (الإنجليزية)